# 洪小喬
洪小喬（1946年4月21日—），台灣女歌手、中國電視公司純歌唱音樂節目《金曲獎》首任主持人，淡江文理學院（今淡江大學）外文系畢業，年代集團創辦人邱復生前妻。

## 簡介
1971年3月，中視《金曲獎》開播，節目主持人「金曲小姐」洪小喬頭戴寬邊草帽，半遮面，手抱吉他自彈自唱，這種創舉令人耳目一新。《金曲獎》是洪小喬主持的第一個電視節目。
「金曲小姐」最讓人折服的是臨場修改觀眾投稿歌詞，並立即譜曲而唱。嚴格地說，這個時候的洪小喬已經開啟了歌曲創作的門檻，而且影響深遠。當時洪小喬標榜著要唱自己的歌，於是在《金曲獎》中，她自彈自唱，發表也唱紅了許多歌曲，如成名曲《愛之旅》、《牽掛》、《你說過》、《我的歌》、《信任》等等，日後並由陳淑樺、李碧華、黃仲崑、林慧萍等多位知名歌手翻唱。
洪小喬離開《金曲獎》當天，她摘下草帽，以真面目示人，宣布離職。秦妮接任金曲小姐幾個月，《金曲獎》即宣告停播。1972年8月3日，洪小喬主持邱復生製作的臺灣電視公司純歌唱音樂節目《錦繡歌林》。
2016年12月21日，臺北市中山堂中正廳，洪小喬舉辦首場個人演唱會。

## 音樂作品
- 《愛之旅 小喬專輯》
- 《洪小喬 民謠專輯》
- 《我的歌‧我曾為你》
- 《金曲小姐》
- 《洪小喬的歌》電影原聲帶
- 《舊愛新歡》
- 《但願》
- 《感覺像個女人》

## 書籍
- 《女人1001問》
- 《惡意的纏綿》
- 《溫柔壞女人》
- 《美麗壞女人》
- 《寧為女人》
- 《色獄》
- 《性‧親密 背叛》
- 《男歡女愛》
- 《舊愛新歡》
- 《楚楚動人》
- 《疼惜女人的心》
- 《不貞》
- 《做個妻子真好》
- 《溫柔的符咒》
- 《才情‧性情‧風情》
- 《親仇》
- 《費連姑姑的情人》
- 《愛情、成功、沒問題》
- 《語言心理學-應用》
- 《人格心理學》

## 入圍作品
- 第4屆金曲獎最佳國語歌曲女演唱人獎(1992年) 洪美景（洪小喬）/《心愛的…你/感覺像個女人》歌林股份有限公司